# جون غريفز (كاتب)
جون غريفز (بالإنجليزية: John Graves)‏ هو كاتب أمريكي، ولد في 6 أغسطس 1920 في فورت وورث في الولايات المتحدة، وتوفي في 31 يوليو 2013 في غلن رز في الولايات المتحدة.